# Jujie Luan
Jujie Luan (chinesische Reihenfolge des Namens Luan Jujie, chinesisch 栾菊杰, Pinyin Lúan Jújíe; * 14. Juli 1958 in Nanjing) ist eine kanadische Florettfechterin chinesischer Herkunft.
Luan war als Juniorin eine vielversprechende Läuferin und Badmintonspielerin, wechselte dann jedoch im Alter von 17 Jahren zum Fechten. 1978 wurde sie Vize-Junioren-Weltmeisterin. Luan war die erste asiatische Fechterin seit 1901, die an einem internationalen Turnier teilnahm. 1979 gewann sie den chinesischen Titel. Bei der Weltmeisterschaft 1981 in Clermont-Ferrand wurde sie Zweite und unterlag erst Cornelia Hanisch im Finale. Sie war 1983 die erste Asiatin, die ein internationales Fechtturnier gewann, zudem wurde sie Dritte bei der Weltmeisterschaft 1983 in Wien. Ihren größten Erfolg erreichte die Chinesin bei den Olympischen Spielen 1984 in Los Angeles, wo sie die Goldmedaille im Finale gegen Hanisch gewann. Damit war sie die erste Asiatin, die Fechtgold gewinnen konnte. 1985 übersiedelte sie nach Edmonton in Kanada, das sie während der Sommer-Universiade 1983 kennengelernt hatte; sie startete zunächst aber weiterhin für China. So wurde Luan Dritte bei der Weltmeisterschaft 1987 in Lausanne und trat bei den Olympischen Spielen 1988 in Seoul an, ohne jedoch nennenswerte Ergebnisse zu erreichen.
1989 ließ Luan sich endgültig mit ihren drei Kindern in Edmonton nieder und wurde 1994 kanadische Staatsbürgerin. Sie wurde Fechtlehrerin und treibende Kraft beim Edmonton Fencing Club. Daneben focht sie weiter im Weltcup und gewann 1995, 1996, 1997 und 1999 die Titel der kanadischen Meisterin. 2000 konnte sie sich im Alter von 42 Jahren erneut für die Olympischen Spiele in Sydney qualifizieren. Es waren ihre ersten Spiele für Kanada. Luan schied in der ersten Runde aus. Im Alter von 50 Jahren konnte sich die Kanadierin erneut für die Spiele in ihrer vormaligen Heimat China, die Olympischen Sommerspiele 2008 in Peking, qualifizieren. Nach einem Sieg gegen die Tunesierin Inès Boubakri in der ersten Runde musste sie sich in Runde zwei der Ungarin Aida Mohamed geschlagen geben. Mit dem Team verlor sie in der ersten Runde hoch gegen die Ukraine.
Trotz des Wechsels ihrer Staatsbürgerschaft blieb Luan äußerst populär in China. 1999 wurde sie in den Kreis der 35 besten Sportler Chinas seit der Gründung der Volksrepublik 1949 gewählt. Zudem wurde ein Film über sie gedreht. Während ihrer Karriere hatte sie immer wieder mit Nierenproblemen zu kämpfen, war aber auch für ihre Abgeklärtheit bekannt. So setzte sie einmal einen Kampf fort, obwohl ein gebrochenes Florett ihren Arm verletzt hatte.